# Mexikó a 2011-es úszó-világbajnokságon
Mexikó a 2011-es úszó-világbajnokságon 37 versenyzővel vett részt. Az eseményt július 16. és július 31. között rendezték meg.

## Érmesek
|     | Nemzet | Arany | Ezüst | Bronz | Összesen |
| 26. | Mexikó | 0     | 0     | 2     | 2        |

| Érem      | Név                                    | Versenyszám | Versenyszám             | Dátum      |
| --------- | -------------------------------------- | ----------- | ----------------------- | ---------- |
| Bronzérem | Julián Sánchez Gallegos Yahel Castillo | Műugrás     | 3 méteres szinkronugrás | július 19. |
| Bronzérem | Paola Espinosa                         | Műugrás     | 10 méteres toronyugrás  | július. 21 |

## Műugrás
- Mexikó 13 versenyzővel vett részt a műugrásban

Férfi
| Versenyző(k)                  | Esemény                        | Selejtező | Selejtező | Elődöntő          | Elődöntő          | Döntő             | Döntő             |
| Versenyző(k)                  | Esemény                        | Pont      | Helyezés  | Pont              | Helyezés          | Pont              | Helyezés          |
| ----------------------------- | ------------------------------ | --------- | --------- | ----------------- | ----------------- | ----------------- | ----------------- |
| Kevin Chavez                  | Férfi 1 méteres műugrás        | 308.85    | 27        |                   |                   | Nem jutott tovább | Nem jutott tovább |
| Daniel Islas                  | Férfi 1 méteres műugrás        | 393.85    | 4 Q       |                   |                   | 307.35            | 11                |
| Yahel Castillo                | Férfi 3 méteres műugrás        | 455.60    | 4 Q       | 445.15            | 9 Q               | 464.10            | 6                 |
| Julián Sánchez                | Férfi 3 méteres műugrás        | 435.25    | 8 Q       | 467.15            | 4 Q               | 408.60            | 10                |
| Iván García                   | Férfi 10 méteres toronyugrás   | 475.85    | 6 Q       | 442.85            | 10 Q              | 493.15            | 7                 |
| Jonathan Ruvalcaba            | Férfi 10 méteres toronyugrás   | 298.45    | 34        | Nem jutott tovább | Nem jutott tovább | Nem jutott tovább | Nem jutott tovább |
| Yahel Castillo Julián Sánchez | Férfi 3 méteres szinkronugrás  | 384.99    | 6 Q       |                   |                   | 437.61            | Bronzérem         |
| Iván García Germán Sánchez    | Férfi 10 méteres szinkronugrás | 419.58    | 7 Q       |                   |                   | 393.09            | 7                 |

Női
| Versenyző(k)                      | Esemény                      | Selejtező | Selejtező | Elődöntő | Elődöntő | Döntő             | Döntő             |
| Versenyző(k)                      | Esemény                      | Pont      | Helyezés  | Pont     | Helyezés | Pont              | Helyezés          |
| --------------------------------- | ---------------------------- | --------- | --------- | -------- | -------- | ----------------- | ----------------- |
| Arantxa Chavez                    | Női 1 méteres műugrás        | 232.35    | 22        |          |          | Nem jutott tovább | Nem jutott tovább |
| Vianey Hernandez                  | Női 1 méteres műugrás        | 227.85    | 23        |          |          | Nem jutott tovább | Nem jutott tovább |
| Laura Sánchez Soto                | Női 3 méteres műugrás        | 325.50    | 3 Q       | 299.80   | 11 Q     | 329.70            | 6                 |
| Paola Espinosa                    | Női 3 méteres műugrás        | 295.50    | 14 Q      | 286.50   | 16       | Nem jutott tovább | Nem jutott tovább |
| Paola Espinosa                    | Női 10 méteres toronyugrás   | 328.35    | 5 Q       | 366.65   | 3 Q      | 377.15            | Bronzérem         |
| Alejandra Orosco                  | Női 10 méteres toronyugrás   | 304.35    | 10 Q      | 284.35   | 16       | Nem jutott tovább | Nem jutott tovább |
| Arantxa Chavez Laura Sánchez Soto | Női 3 méteres szinkronugrás  | 272.10    | 9 Q       |          |          | 278.10            | 9                 |
| Paola Espinosa Tatiana Ortiz      | Női 10 méteres szinkronugrás | 269.49    | 10 Q      |          |          | 298.80            | 8                 |

## Hosszútávúszás
- Mexikó 5 versenyzővel vett részt a hosszútávúszásban

Férfi
| Versenyző                   | Esemény                            | Döntő     | Döntő    |
| Versenyző                   | Esemény                            | Idő       | Helyezés |
| --------------------------- | ---------------------------------- | --------- | -------- |
| Luis Ricardo Escobar Torres | Férfi 5 kilométeres hosszútávúszás | 56:42.9   | 25       |
| Luis Ricardo Escobar Torres | Férfi 5 kilométeres hosszútávúszás | 1:54:59.5 | 22       |
| Ivan de Jesus Lopez Ramos   | Férfi 5 kilométeres hosszútávúszás | DNF       | DNF      |

Női
| Versenyző                | Esemény                           | Döntő     | Döntő    |
| Versenyző                | Esemény                           | Idő       | Helyezés |
| ------------------------ | --------------------------------- | --------- | -------- |
| Lizeth Santos            | Női 5 kilométeres hosszútávúszás  | 1:52.10   | 28       |
| Lizeth Santos            | Női 10 kilométeres hosszútávúszás | 2:06:52.1 | 33       |
| Zaira Cardenas Hernandez | Női 5 kilométeres hosszútávúszás  | 1:19.3    | 23       |
| Zaira Cardenas Hernandez | Női 25 kilométeres hosszútávúszás | DNF       | DNF      |
| Alejandra Gonzalez Lara  | Női 10 kilométeres hosszútávúszás | 2:03:25.8 | 25       |

Csapat
| VersenyzőK                                                                   | Esemény               | Döntő     | Döntő    |
| VersenyzőK                                                                   | Esemény               | Idő       | Helyezés |
| ---------------------------------------------------------------------------- | --------------------- | --------- | -------- |
| Zaira Cardenas Hernandez Alejandra Gonzalez Lara Luis Ricardo Escobad Torres | Csapat hosszútávúszás | 1:03:23.9 | 12       |

## Úszás
Mexikó 9 versenyzővel vett részt úszásban
Férfi
| Versenyző                | Esemény                         | Selejtező | Selejtező | Elődönt           | Elődönt           | Döntő             | Döntő             |
| Versenyző                | Esemény                         | Idő       | Helyezés  | Idő               | Helyezés          | Idő               | Helyezés          |
| ------------------------ | ------------------------------- | --------- | --------- | ----------------- | ----------------- | ----------------- | ----------------- |
| Daniel Delgadillo Faisal | Férfi 800 méter gyorsúszás      | 8:10.82   | 30        |                   |                   | Nem jutott tovább | Nem jutott tovább |
| David Oliver Mercado     | Férfi 100 méteres mellúszás     | 1:03.57   | 57        | Nem jutott tovább | Nem jutott tovább | Nem jutott tovább | Nem jutott tovább |
| David Oliver Mercado     | Férfi 200 méteres mellúszás     | 2:18.72   | 40        | Nem jutott tovább | Nem jutott tovább | Nem jutott tovább | Nem jutott tovább |
| Israel Duran             | Férfi 200 méteres pillangóúszás | 2:00.55   | 29        | Nem jutott tovább | Nem jutott tovább | Nem jutott tovább | Nem jutott tovább |
| Ezequiel Trujillo Aviles | Férfi 400 méteres vegyesúszás   | 4:30.85   | 28        |                   |                   | Nem jutott tovább | Nem jutott tovább |

Női
| Versenyző(k)                                                             | Esemény                        | Selejtező | Selejtező | Elődöntő          | Elődöntő          | Döntő             | Döntő             |
| Versenyző(k)                                                             | Esemény                        | Idő       | Helyezés  | Idő               | Helyezés          | Idő               | Helyezés          |
| ------------------------------------------------------------------------ | ------------------------------ | --------- | --------- | ----------------- | ----------------- | ----------------- | ----------------- |
| Liliana Ibanez                                                           | Női 50 méteres gyorsúszás      | 26.04     | 28        | Nem jutott tovább | Nem jutott tovább | Nem jutott tovább | Nem jutott tovább |
| Liliana Ibanez                                                           | Női 100 méteres gyorsúszás     | 56.07     | 33        | Nem jutott tovább | Nem jutott tovább | Nem jutott tovább | Nem jutott tovább |
| Liliana Ibanez                                                           | Női 200 méteres gyorsúszás     | 2:01.70   | 34        | Nem jutott tovább | Nem jutott tovább | Nem jutott tovább | Nem jutott tovább |
| Charetzeni Susana Escobar                                                | Női 400 méteres gyorsúszás     | 4:13.38   | 20        |                   |                   | Nem jutott tovább | Nem jutott tovább |
| Charetzeni Susana Escobar                                                | Női 1500 méteres gyorsúszás    | 16:40.09  | 22        |                   |                   | Nem jutott tovább | Nem jutott tovább |
| Charetzeni Susana Escobar                                                | Női 400 méteres vegyesúszás    | 4:49.95   | 27        |                   |                   | Nem jutott tovább | Nem jutott tovább |
| Patricia Castaneda Miyamoto                                              | Női 800 méteres gyorsúszás     | 8:42.65   | 20        |                   |                   | Nem jutott tovább | Nem jutott tovább |
| Patricia Castaneda Miyamoto                                              | Női 1500 méteres gyorsúszás    | 16:26.36  | 16        |                   |                   | Nem jutott tovább | Nem jutott tovább |
| Maria Gonzalez Ramirez                                                   | Női 50 méteres hátúszás        | 29.45     | 33        | Nem jutott tovább | Nem jutott tovább | Nem jutott tovább | Nem jutott tovább |
| Maria Gonzalez Ramirez                                                   | Női 100 méteres hátúszás       | 1:02.16   | 26        | Nem jutott tovább | Nem jutott tovább | Nem jutott tovább | Nem jutott tovább |
| Maria Gonzalez Ramirez                                                   | Női 200 méteres hátúszás       | 2:12.29   | 19        | Nem jutott tovább | Nem jutott tovább | Nem jutott tovább | Nem jutott tovább |
| Rita Medrano                                                             | Női 100 méteres pillangóúszás  | 1:00.55   | 35        | Nem jutott tovább | Nem jutott tovább | Nem jutott tovább | Nem jutott tovább |
| Rita Medrano                                                             | Női 200 méteres pillangóúszás  | 2:10.84   | 23        | Nem jutott tovább | Nem jutott tovább | Nem jutott tovább | Nem jutott tovább |
| Rita Medrano                                                             | Női 200 méteres vegyesúszás    | DNS       | DNS       | Nem jutott tovább | Nem jutott tovább | Nem jutott tovább | Nem jutott tovább |
| Charetzeni Susana Escobar Liliana Ibanez Patricia Castaneda Rita Medrano | Női 4 × 200 méteres gyorsváltó | 8:16.03   | 17        |                   |                   | Nem jutott tovább | Nem jutott tovább |

## Szinkronúszás
Mexikó 10 versenyzóvel vett részt szinkronúszásban
| Versenyzők | Esemény               | Selejtező | Selejtező | Döntő               | Döntő               |
| Versenyzők | Esemény               | Pont      | Helyezés  | Pont                | Helyezés            |
| --- | --------------------- | --------- | --------- | ------------------- | ------------------- |
| Mariana Cifuentes Evelyn Guajardo                                                                                     | Páros rövid program   | 82.900    | 20        | Nem jutottak tovább | Nem jutottak tovább |
| Evelyn Guajardo Isabel Delgado                                                                                        | Páros szabad program  | 82.130    | 21        | Nem jutottak tovább | Nem jutottak tovább |
| Claudia Aceves Karem Achach Mariana Cifuentes Isabel Delgado Evelyn Guajarado Joana Jimenez Ofelia Pedrero Sofia Rios | Csapat rövid program  | 83.300    | 14        | Nem jutottak tovább | Nem jutottak tovább |
| Claudia Aceves Karem Achach Mariana Cifuentes Isabel Delgado Evelyn Guajarado Joana Jimenez Ofelia Pedrero Sofia Rios | Csapat szabad program | 85.110    | 12 Q      | 85.760              | 11                  |

Tartalék
- Karla Arreola
- Valeria Montano